# Манастир Трескавац (Прилеп)
Манастир Трескавац (мкд. Манастир Трескавец; познат и као Света Богородица) је православни манастир у Македонији, налази се 10 km од Прилепа под брегом Златоврхом. Име је добио у 19. веку по грому ("треску") када је оштетио манастир, који су заузели бугарски "егзархисти". Унутар зидина манастира се налази црква Успења Богородице. Са својом горском позицијом има леп разглед далеко на околину Пелагоније.

## Историја
Изграђен је у 12. или 13. веку, бива често рушен и обнављан. Манастир је богат византијским фрескама, такође има кухињу и трпезарију из 14. века. У напису над западном капијом је поменут цар Михаило IX Палеолог, а српски краљ Стефан Милутин помиње се као ктитор манастира. Он је крајем 13. века претходни византијски манастир, из темеља обновио и обдарио. Била је то мања тамна црквица али богато опремљена, посвећена Св. Богородици Млекопитатељици. О њему је Милутин водио нарочиту бригу јер се налазио на јужним границама његове државе и служио је као углед краљеве побожности и ктиторства. 
За време цара Стефана Душана манастир је досегао зенит моћи са великим поседима од око 20 околних села, катунима, воденицама. Помињу се нарочито богата села Трновце и Јеленешће. Помиње се манастир у хрисовуљама тада краља Душана, једној из 1336. године, и двема између 1335-1345. године. У спољној припрати налазила се и портрет Душанов (негде из 1334-43), касније пресликан. Цар Урош је ту у младости свраћао, и постоји мишљење да је то и његова задужбина, судећи по једној оштећеној фресци са ктиторским натписом. Постојао је 1899-1928. године сачуван тај натпис на надгробној плочи цара Урошевог енохијара (подрумара). Сведочанство о присуству ктитора Немањића представља и та мермерна плоча на спољашњој фасади цркве. Био је то белег Дабижива, енохмара (енохијара) или "винолије" царевог, који је умро 1362. године. Није нигде приказан, нити има помена о неком бугарском владару ктитору у том манастиру.
Средином 16. века манастир је обновио богати кнез Кратова, Димитрије Пепић. Манастир се спомиње у новинама Цетинском вјеснику.
Сачуван је српски натпис црквени из 1607. године, по којем је порушени манастир Св. Богородице, обновљен трудом и трошком игумана кир Никанора, ктитора. На царским дверима од ораховине налазила су се крајем 19. века четири бела двоглава орла - грб Немањићки, а при дну и орао који носи у кљуну јагње. Неки хаџи Апостол је манастиру 1757. године поклонио бакарни изрезбарени тањир. Игуман поп Жика је 1928. године због воде која је угрожавала цркву, почео да раскопава терен око цркве. Нашао је између осталог мермерну плочу са подрума, на којој је писало да је за ту "одају" платило "српско село Богомила" 1873. године. Ту се могло наћи у земљи или узидано у црквене зидове много старих мермерних плоча, украса па и видети мраморни мушки торзо увијен у тогу. То су били остаци Аполоновог античког храма који је постојао на брду Златоврху, из које су касније донети у манастир и употребљени у градњи храма. Горе на узвишици, укопани у стенама били су гробови монаха.
Између 1848-1882. године манастиром су управљали поп Висарион и поп Ристо са сељанима Анђелом Крстићем и Толом Ристићем Ћелешом из Дабнице, Јованом и Николом Рујановићем и Константином Крстићем из Небрегова. Манастир Трескавац су 1882. године на силу преузели бугарски "егзархисти". Тадашњу манастирску управу сачињену од сељака Срба из околине - Димитрија Анђелковића из Дабнице, Трајка Црвенковића из Небрегова, Станка Ристића из Дренова и Петра Мурата из Костинца су сменили. Нову управу су затворили у манастирској згради и држали заточене сељаке четрдесет дана. Сељаци су се обратили суду и тек 1895. године власт је донела пресуду да се управа манастирска врати сељацима, који су управљали тим манастиром вековима.
Руски калуђери који су ту боравили су поред Бугара нанели велику штету манастирском српском историјском наслеђу. Осим што су развукли старе српске повеље и документа, премазали су готово све фреске, па и оне ктиторске. 
Дан манастира пада на 28. август, на дан Свете Богородице, тада је и пун походника и поклоника.